# Anne Campbell
Anne Campbell (née le 6 avril 1940) est une femme politique du parti travailliste anglais. Elle est députée de Cambridge de 1992 à 2005.

## Jeunesse
Elle étudie au Newnham College de Cambridge, en Mathématiques et en obtenant une maîtrise en 1965.
Avant de devenir députée, elle est conseillère au conseil du comté de Cambridgeshire de 1985 à 1989. Elle est professeur de mathématiques dans le secondaire dans le Cambridgeshire, maître de conférences en statistiques au Cambridge College of Arts and Technology (devenu Anglia Higher Education College en 1989) de 1970 à 1983, et responsable des statistiques et du traitement des données à l'Institut national de botanique agricole de 1983 à 1992.

## Carrière parlementaire
Elle est élue pour la première fois aux élections générales de 1992. Sous la menace d'être désélectionnée, elle démissionne en 2003 de son poste de secrétaire parlementaire privée de Patricia Hewitt pour voter contre la guerre en Irak, après avoir voté le 26 février pour soutenir la politique du gouvernement. Elle perd son siège aux élections générales de 2005 au profit de David Howarth des Libéraux-démocrates. La défaite de Campbell est en partie attribuée à son indécision perçue sur le programme de frais universitaires complémentaires du gouvernement : elle s'abstient en deuxième lecture du projet de loi, puis vote avec le gouvernement en troisième lecture, malgré une promesse publique qu'elle s'opposerait au projet . Campbell est décrite comme une « loyal blairiste » dans la presse nationale.
En 2008, Campbell est interprétée par Harriet Walter dans 10 Days to War, un drama télévisé de la BBC sur les événements qui ont conduit à la guerre en Irak .
Campbell est ensuite Présidente des gouverneurs de la Parkside Federation Academy et gouverneure de l'UTC University Technical College Cambridge et présidente de la Fabian Society en 2008 .

## Vie privée
Campbell est végétarienne. En 1963, elle épouse Archibald Campbell, professeur d'ingénierie à l'Université de Cambridge et membre du Christ's College, décédé le 21 novembre 2019. Ils ont un fils et deux filles.